# جيم غايلورد
جيم غايلورد (بالإنجليزية: Jim Gaylord)‏ هو فنان أمريكي، ولد في 1974 في واشنطن في الولايات المتحدة.